# Bodarna, Hedesunda
Bodarna, Bodatrakten eller Bodkarlgränden är byar i nordöstra delen av Hedesunda socken, Gävle kommun som i norr gränsar till Valbo socken och i öster Älvkarleby kommun och Tierps kommun.  
Bodabyarna heter norrifrån: Brännfallet, Rolandsbo, Källbäcken, Kessmansbo, Lindåsen, Fallet, Malmberget, Vägskälet, Flaten, Bastfallet, Slätfallet, Axsjön och Gilleråsen. 
Äldre byar söder om denna trakt men med närmare anknytning till Dalälven är: Nordansjö, Finnböle, Lövåsen, Kågbo, Fällinge, Lågbo, Hällby, Brännfallstorp, Sända och Kvarnön.
Man kan anta att några av byarna befolkats under medeltiden eller något senare av bl.a. finska invandrande på 15-1600-talen. 
I dessa trakter finns fynd från bondestenåldern för cirka 5500 år sedan. Se neolitikum.